# 野口正人
野口 正人（のぐち まさと）は日本のプロデューサー。
GP・GATE所属。

## 略歴
データイーストに在籍し、様々なゲームのプロデュースを担当する。代表作は「ヘラクレスの栄光」。
その後セガに移籍した後、現在所属しているGP・GATEの東京支社へ。アニメこてんこてんこのプロデュースを担当する。

## 作品
- ヘラクレスの栄光3：プロデュース
  - ヘラクレスの栄光 動き出した神々：プロデュース
- カオティクス：製作総指揮
- こてんこてんこ：協力プロデュース